# Ogród zmysłów

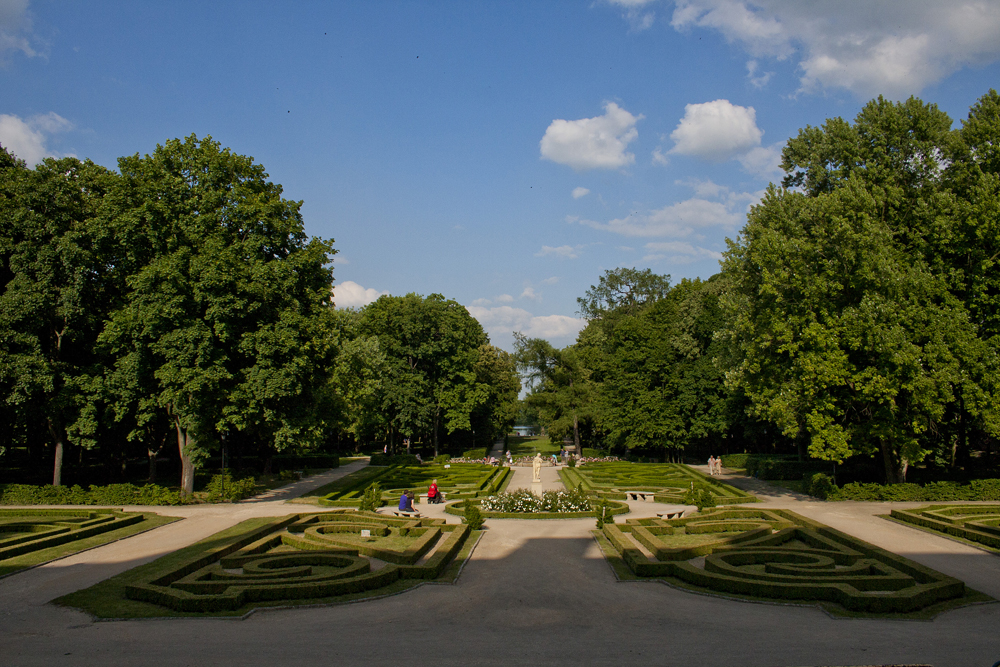
Ogrody sensoryczne w Muszynie

Ogrody sensoryczne (ogrody zmysłów) – kompleks ogrodów tak zaprojektowany, aby w sposób zintensyfikowany i celowy oddziaływać na zmysły pozawzrokowe w większym stopniu niż zwykle.
Ogrody zmysłów wykorzystywane są do celów socjalizujących, terapeutycznych i edukacyjnych dla osób niewidomych oraz osób z upośledzeniem zmysłowym i z zaburzeniami psychofizycznymi. Idea powstawania ogrodów sensorycznych przystosowanych do potrzeb niepełnosprawnych rozwija się na świecie od początku XX wieku. Po raz pierwszy ideę takiego ogrodu przedstawił na początku XX w. Hugo Kukelhaus. W Polsce takie ogrody powstają od początku XXI wieku.
Podstawowa funkcja nie wyklucza użytkowania ogrodów sensorycznych przez osoby zdrowe. Ogród zmysłów może być podzielony na strefy: smakową, dotykową, zapachową, słuchową, wzrokową i dźwiękową.